# Bitwa pod San Lorenzo
Bitwa pod San Lorenzo – starcie zbrojne, które miało miejsce 2 lutego 1813 w trakcie wojen niepodległościowych w Ameryce Łacińskiej (wojna o niepodległość Argentyny).
W styczniu 1813 r. Hiszpanie w sile 11 okrętów i 300 ludzi pod wodzą kpt. P. Ruiza wypłynęli z Montevideo ku wybrzeżom argentyńskim. Na lądzie oczekiwały na nich siły płk. San Martina. Po wyokrętowaniu 100 ludzi w okolicy San Lorenzo z zamiarem grabieży tamtejszego klasztoru, natychmiast pojawiło się w tym rejonie 50 ludzi J.A. Escaldy, którzy spłoszyli rabusiów. Zaalarmowany San Martin zajął wówczas stanowiska w klasztorze, a gdy zbliżyło się do niego 250 Hiszpanów, przypuścił zaskakujący atak. Pierwsze uderzenie zostało odparte przez Hiszpanów, drugie jednak zakończyło się sukcesem i zmusiło przeciwnika do ucieczki na okręty. Hiszpanie stracili 40 zabitych oraz 12 rannych, 12 jeńców i 2 działa. Straty powstańców – 6 zabitych i 22 rannych.